# 152 mm M1937 (ML-20)

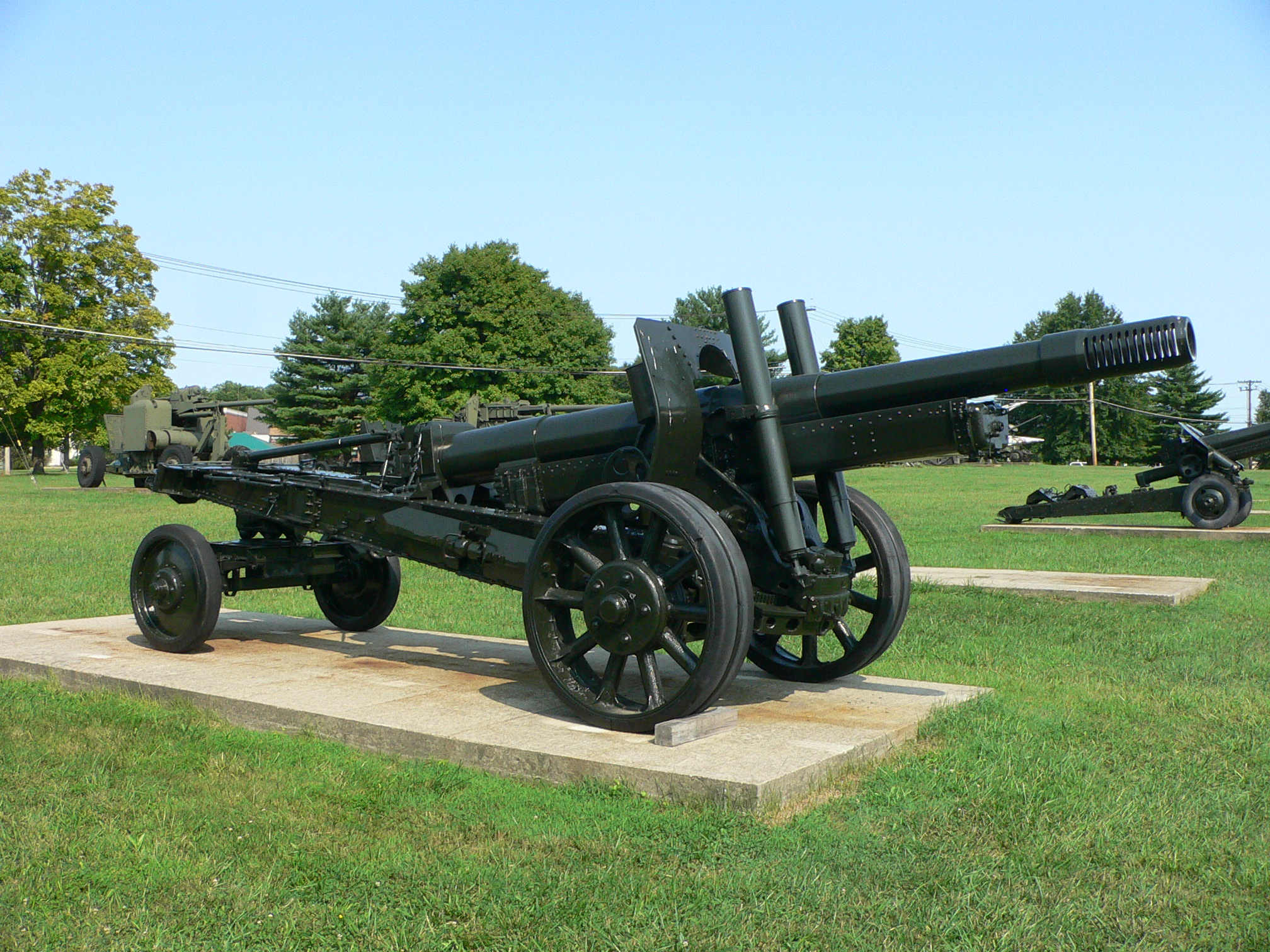
ML-20 in transportconfiguratie, United States Army Ordnance Museum

De 152 mm M1937 (ML-20)  (Russisch: 152-мм гаубица-пушка обр. 1937 г. (МЛ-20)) was een Russische houwitser, gebruikt ten tijde van de Tweede Wereldoorlog. Dit kanon werd tevens gebruikt op de tanks SU-152 en ISU-152. De affuit werd later gebruikt voor de 122 mm M1931/37 (A-19).